# 茨維瑟爾山 (基姆高山脈)
47°45′21″N 12°48′43″E / 47.75583°N 12.81194°E

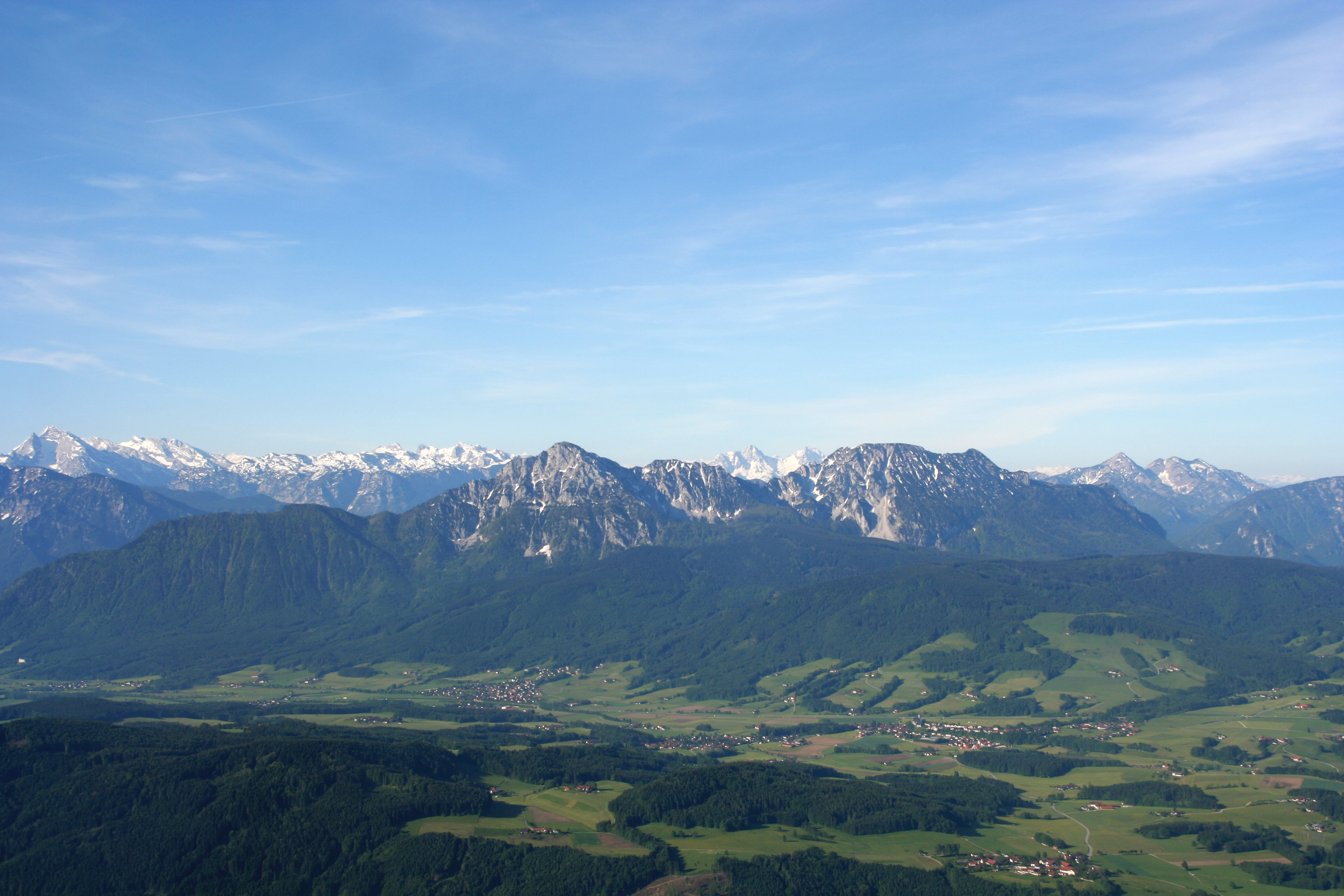

茨維瑟爾山（德語：Zwiesel），是德國的山峰，位於該國南部，由巴伐利亞負責管轄，屬於基姆高山脈的一部分，海拔高度1,782米，每年平均降雨量1,889毫米。